# Kraljevstvo Mercija
Kraljevstvo Mercija (staroengleski: Mierce, Myrce, Miercna rīce, engleski: Kingdom of Mercia, izgovor: ˈmɜrsiə, ˈmɜrʃə), bilo je kraljevstvo Angla, koje se nalazilo u porječju doline rijeke Trenta i njenih pritoka, u krajevima koje se danas zove Midlands. 
Ime je došlo latiniziranje staroengleskih imena Mierce, Myrce koja znače narod s granice.
Jedna je od država tradicijske Heptarhije, u koju je Henrik Huntingtonski u svojim tekstovima iz 12. stoljeća ubrojio i Merciju, Northumbriju, Essex, Kent, Sussex i Wessex. 
Susjedi su joj bili kraljevine Northumbrija, Wessex, Sussex, Essex,  Istočna Anglija, Powys te kraljevstva u južnom Walesu.
Bila je najjače kraljevstvo na Britaniji od sredine 7. do početka 9. stoljeća, no Anglosaska kronika je bila negativno pristrana prema ovom kraljevstvu, ne navodeći njihove vladare kao bretenanwealde.
Zastava ove države je bio križ svetog Albana, a grb je bio orao grofa Leofrika (supruga Lady Godive). Zakonodavno tijelo je bilo Witan.
Granicu Mercije i velške kraljevine Powysa utvrdio je mercijski kralj Offa 757. – 796. godine. Dao je sagraditi veliki zemljani zid, Offin zid (eng. Offa's Dyke, vel. Clawdd Offa'). Usporedno s tim zidom ide nasip Watov zid.

## Povijesni razvitak
- Britanija u vrijeme Gildasa 540. godine.
- Narodi na Britaniji oko 600. godine.
- Države na Britaniji 802. godine.
- Zastava Kraljevine Mercije.
- Kraljevina Mercija u najvećem rasponu

## Vanjske poveznice
- Mercijska povijest
- Recenzije rukopisa Hidage  Arhivirana inačica izvorne stranice od 14. travnja 2004. (Wayback Machine)
- The Staffordshire Hoard  Arhivirana inačica izvorne stranice od 2. rujna 2012. (Wayback Machine)